# Carbenoxolon
Carbenoxolon is een synthetisch derivaat van glycyrrizinezuur dat gebruikt wordt bij de behandeling van maag- en slokdarmzweren.